# 呉玉奴
呉 玉奴（ご ぎょくど、生没年不詳）は、南宋の高宗の妃嬪。

## 生涯
開封府の人。高宗の皇后呉氏（憲聖慈烈皇后）と同族である。母は裴氏。
高宗は父の徽宗と同様に多くの妃嬪などを抱えたが、父とは違い彼女らへの封号の賜与はささやかであった。紹興10年（1140年）9月、玉奴は高宗の紫霞帔を務めた。紹興13年（1143年）6月、紅霞帔に進んだ。紹興19年12月（西暦で1150年）に新興郡夫人に封ぜられ、紹興22年（1152年）5月に才人に上った。
紹興28年（1158年）7月14日、玉奴は実家へ追い返された。紹興30年（1160年）、皇宮に召され、才人に復された。

## 伝記資料
- 『宋史』
- 『宋会要輯稿』
- 『建炎以来朝野雑記』